# Colin Bell
Colin Bell (Hesleden, Reino Unido; 26 de febrero de 1946 - 5 de enero de 2021) fue un futbolista inglés. Conocido por su etapa en el Manchester City, donde fue apodado «El rey de la Kippax» (en honor a las graderías del lado de la calle Kippax de Maine Road, famoso por su canto) y Nijinsky (en honor al famoso caballo de carreras, debido a su renombrada resistencia). Bell jugó como mediocampista y es ampliamente considerado como uno de los mejores jugadores del Manchester City. Formó parte del trío Bell, Lee y Summerbee en el Manchester City. El Colin Bell Stand en el City of Manchester Stadium lleva su nombre en su honor.
El 5 de enero de 2021 falleció por causas naturales a raíz de una breve dolencia no determinada.

## Carrera deportiva
Bell comenzó su carrera en Bury, donde rápidamente fue nombrado capitán del equipo. En total, Bell jugó 82 partidos en la liga con Bury (en tres temporadas) y marcó 25 goles. En 1966, pasó a jugar en el Manchester City (donde era dirigido por Joe Mercer) por £45.000. Cuando intentó ficharlo para el Manchester City, el subdirector Malcolm Allison engañó a otros clubes interesados en Bell (incluido el Leicester City) afirmando que el jugador estaba "desesperado". La estrategia de Allison tuvo éxito cuando Bell finalmente firmó por el City. En la temporada 1965/66, el City lograría ser campeón en la Segunda División, obteniendo el ascenso a la Primera División. Bell marcó el único gol en la victoria por 1-0 contra el Rotherham, lo que aseguró el ascenso. En la temporada 1966/67, Bell fue el máximo goleador del City con 14 goles en todas las competiciones, y el equipo terminó en el 15º puesto de la Primera División. Bell marcó un triplete en una victoria por 3-1 contra el Stoke City en abril de esa temporada.
En la temporada 1967/68, el City ganó su segundo campeonato de liga (el primero en 1937). Bell marcó 14 goles en la liga esa temporada. Uno de sus goles fue en la famosa victoria por 4-1 contra el Tottenham Hotspur, en Maine Road, que fue apodado "Ballet sobre hielo" debido a las condiciones climáticas en las que se jugó el partido. Mike Summerbee, Tony Coleman y Neil James Young anotaron los otros goles del City, mientras que Jimmy Greaves marcó el gol de los Spurs. Después del partido, el legendario delantero Dixie Dean le dijo a Allison que el City era "el equipo más brillante que ha visto nunca". En el penúltimo partido de la temporada, Bell marcó dos goles en la victoria por 3-1 contra el Tottenham Hotspur en White Hart Lane. En el juego, Francis Lee y Summerbee distrajeron a la defensa de los Spurs permitiendo a Bell tener un mano a mano contra Dave Mackay, donde este último fue superado por Bell y permitiéndole marcar. En el último partido de la temporada, el City derrotó a Newcastle United por 4-3, asegurándose el título. Bell asistió a Lee con el "mejor pase de la tarde" para anotar el cuarto gol del City.
En la temporada 1968/69, el Manchester City ganaría primero la Community Shield, goleando al West Bromwich Albion por 6 a 1, y luego obtendrían la FA Cup derrotando por 1-0 a Leicester City en la final gracias a un gol de Neil Young. Luego en la temporada 1969/70 ganarían dos trofeos, la Copa de la Liga y la Recopa de la UEFA. El City derrotó al West Bromwich Albion por 2-1 en la final de la Copa de la Liga, en la que Mike Doyle y Glyn Pardoe marcaron los goles para el City. Mientras que en la otra final, el City derrotó al Górnik Zabrze por 2-1, con goles de Young y Francis Lee.
En la temporada 1971/72, el City luchó por el título, pero no pudo ante el Derby County y terminó 4º en la liga. Bell marcó 13 goles en esa temporada. En la siguiente temporada, lograría la Community Shield, derrotando al Aston Villa por 1-0. En esa misma temporada el City terminaría 11º en la liga. En la temporada 1973/74, Bell y el City llegaron a la final de la Copa de la Liga, en la que marcó en la derrota por 2-1 ante el Wolverhampton Wanderers. Bell jugó con el City en la victoria por 1-0 contra el Manchester United en el último partido de la temporada. Denis Law marcó el único gol del partido, que confirmó el descenso del United de la Primera División. En la temporada 1974/75, Bell marcó 15 goles en la liga. Fue nombrado en el Equipo del Año de la Primera División de la Liga de Fútbol 1974-75 de la PFA. En noviembre de 1975, a la edad de 29 años, Bell se lesionó gravemente la rodilla derecha contra el Manchester United en un desafío con Martin Buchan durante un partido de la Copa de la Liga en Maine Road. El City ganó la Copa de la Liga esa temporada, derrotando al Newcastle por 2-1 en la final. La prolongada ausencia de Bell debido a su lesión fue un golpe para Don Revie, que dejó de ser el seleccionador de Inglaterra en 1977. Bell volvió a la acción en una victoria por 4-0 contra el Newcastle. Su introducción en el partido, en el descanso, fue recibida con un aplauso entusiasta. Sin embargo, el regreso de Bell al City fue fugaz, ya que abandonó el equipo en la temporada 1978/79. Malcolm Allison, que regresó al City para una segunda etapa como entrenador en 1979, convenció a Bell de que era el momento de marcharse. El entonces presidente Peter Swales describió a Bell como el "atleta más afinado" e "insustituible". 
Este último sentimiento resultó ser cierto, ya que Allison no fue capaz de encontrar un trío de jugadores de talento del calibre de Bell, Summerbee y Lee, como había hecho en el pasado con Joe Mercer. Bell intentó levantar su carrera en 1980 en el San Jose Earthquakes de la NASL, donde se unió al exjugador del Manchester United, George Best. Sin embargo, Bell sólo jugó cinco partidos con el club antes de retirarse del fútbol.

## Clubes
| Club                 | País           | Año         | Partidos | Goles |
| -------------------- | -------------- | ----------- | -------- | ----- |
| Bury                 | Inglaterra     | 1963 – 1966 | 86       | 25    |
| Manchester City      | Inglaterra     | 1966 – 1979 | 498      | 153   |
| San Jose Earthquakes | Estados Unidos | 1980        | 5        | 0     |

## Palmarés

### Campeonatos nacionales
| Título           | Club                  | País       | Año  |
| ---------------- | --------------------- | ---------- | ---- |
| First Division   | Manchester City F. C. | Inglaterra | 1968 |
| Community Shield | Manchester City F. C. | Inglaterra | 1968 |
| FA Cup           | Manchester City F. C. | Inglaterra | 1969 |
| Copa de la Liga  | Manchester City F. C. | Inglaterra | 1970 |
| Community Shield | Manchester City F. C. | Inglaterra | 1972 |
| Copa de la Liga  | Manchester City F. C. | Inglaterra | 1976 |

### Campeonatos internacionales
| Título            | Club                  | Sede  | Año  |
| ----------------- | --------------------- | ----- | ---- |
| Recopa de la UEFA | Manchester City F. C. | Viena | 1970 |